# Sirotci (divadelní hra)
Sirotci (v originále  Orphans) jsou divadelní hra Dennise Kellyho z roku 2009. Hra se zabývá násilím ve městech.
Poprvé ji uvedlo Traverse Theatre v Edinburghu 9. 8. 2009. Inscenace získala cenu Herald Angel Award na festivalu Edinburgh Fringe a setkala se s pozitivním diváckým ohlasem.
České premiéry v překladu Ester Žantovské se hra dočkala 14. 11. 2012 ve Studiu Švandova divadla, kde ji nastudovalo Divadlo Letí pod taktovkou Daniela Špinara. Špinar si v inscenaci vedle Michala Kerna a Týny Průchové sám zahrál.
Nejnověji hru představilo divákům Divadlo na Vinohradech ve studiové scéně jako pohostinskou inscenaci skupiny OLDstars. Režisérka Barbora Mašková do rolí Liama, Helen a Dannyho obsadila Viktora Javoříka, Janu Kotrbatou a Jana Battěka.

## České překlady
- 2009 Sirotci, Ester Žantovská

## Obsah

### Postavy
- Danny
- Helen, manželka Dannyho
- Liam, bratr Helen

### Děj
Danny s Helen oslavují očekávání druhého dítěte. Rodinnou idylu naruší Helenin bratr Liam, který se vrací celý od krve s tvrzením, že na ulici našel zraněného mladíka. Časem však vyplývá na povrch, že se Liam dopustil rasově motivovaného činu. Helen se musí rozhodnout, zda s Liamem nadále zůstane pod jednou střechou.

## České divadelní inscenace

### Soupis
- 2012  Sirotci, Divadlo Letí (Studio Švandova divadla), překlad: Ester Žantovská, režie: Daniel Špinar, hrají: Michal Kern, Týna Průchová, Daniel Špinar
- 2015  Sirotci, Spolek Kašpar (Bytové divadlo Ferdinanda Vaňka), překlad: Ester Žantovská, režie: Filip Nuckolls, hrají: Marek Němec, Monika Zoubková, Jan Plouhar
- 2015  Sirotci, Činoherní studio Ústí nad Labem, překlad: Ester Žantovská, režie: Filip Nuckolls, hrají: Marek Němec, Monika Zoubková, Jan Plouhar
- 2022  Sirotci,  OLDstars, překlad: Ester Žantovská, režie: Barbora Mašková, hrají: Viktor Javořík, Jana Kotrbatá, Jan Battěk
- 2024  Sirotci, Divadlo na Vinohradech ve spolupráci s OLDstars (studiová scéna), překlad: Ester Žantovská, režie: Barbora Mašková, hrají: Viktor Javořík, Jana Kotrbatá, Jan Battěk

### Galerie z inscenace Divadla na Vinohradech

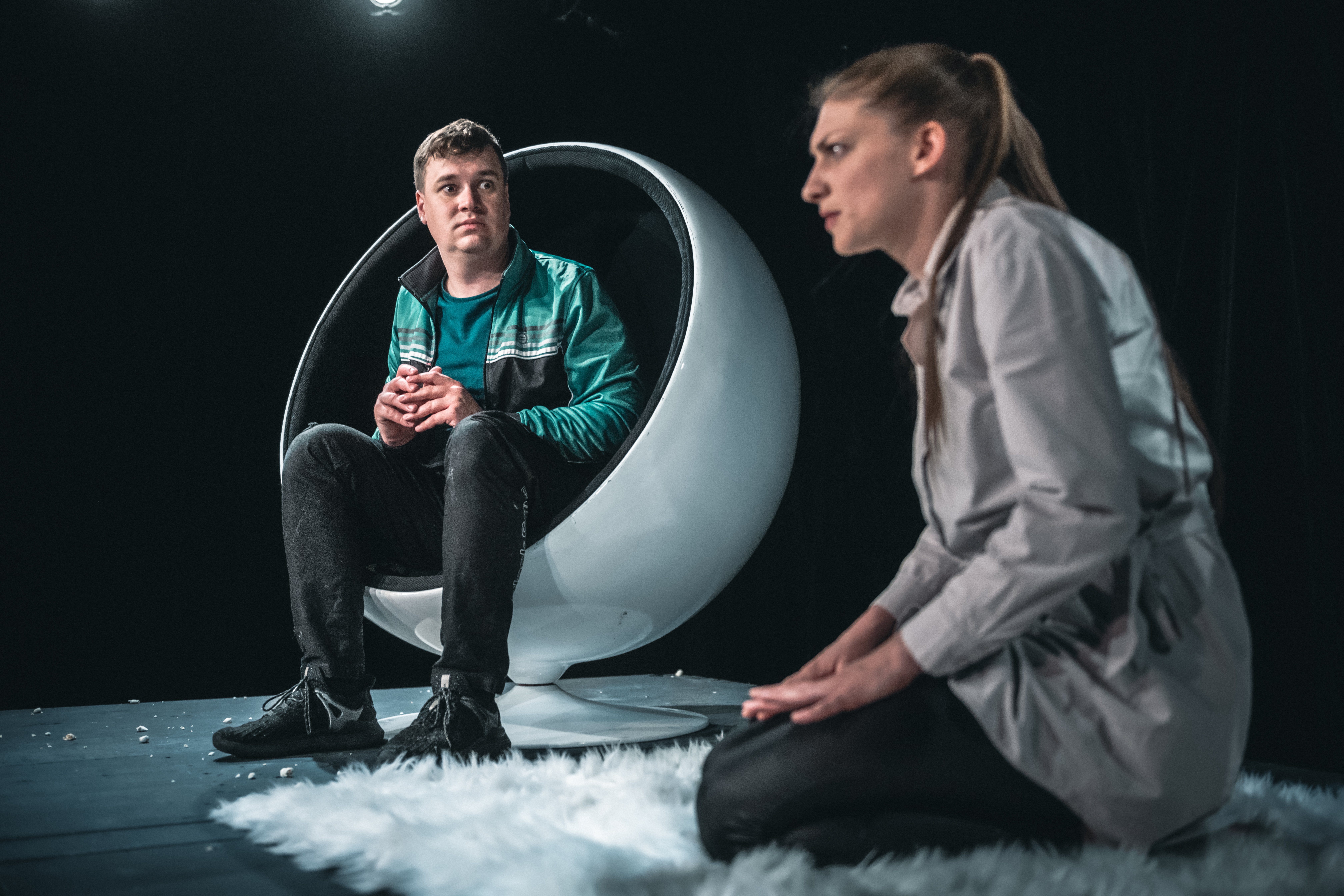
Viktor Javořík jako Liam
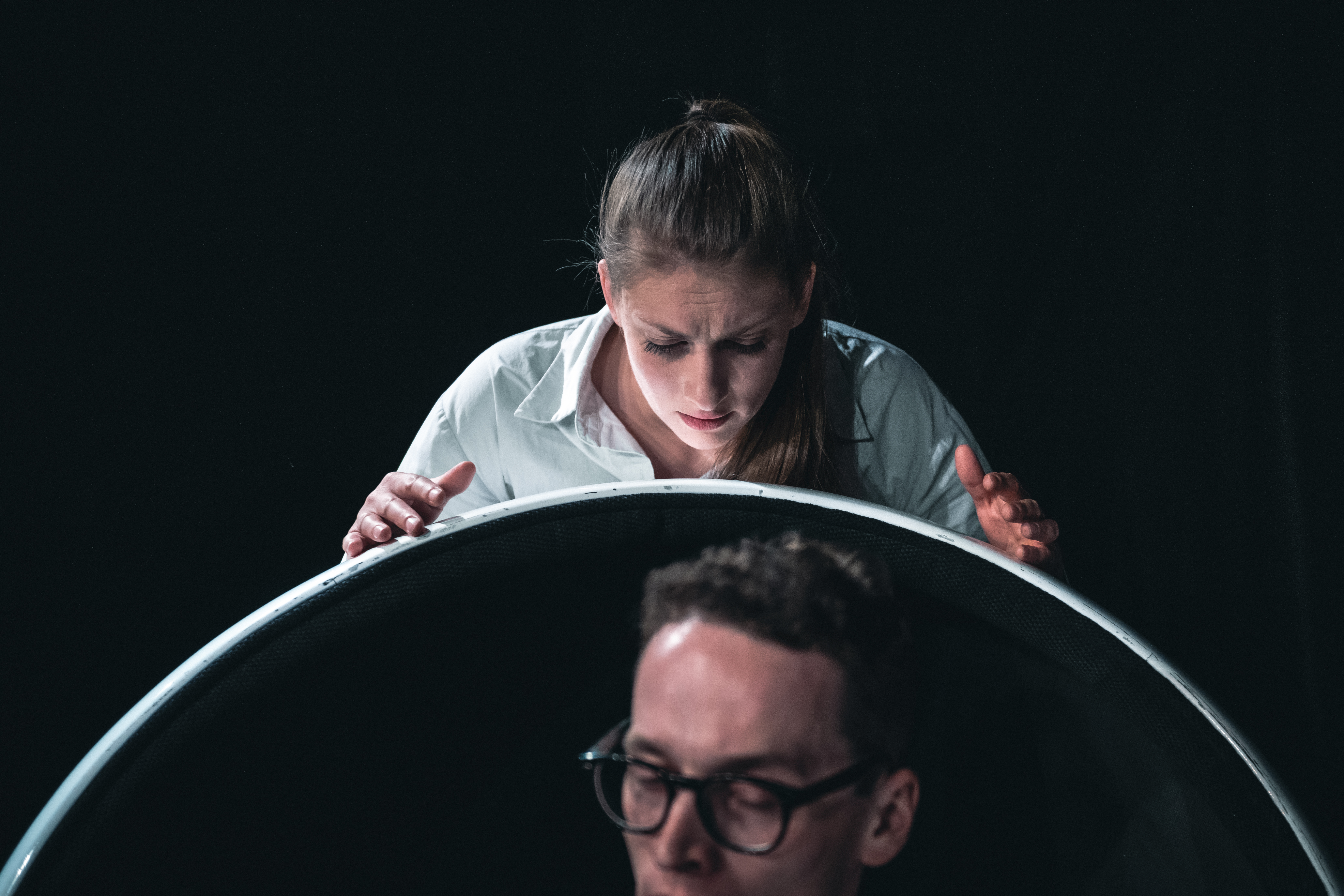
Jana Kotrbatá jako Helen
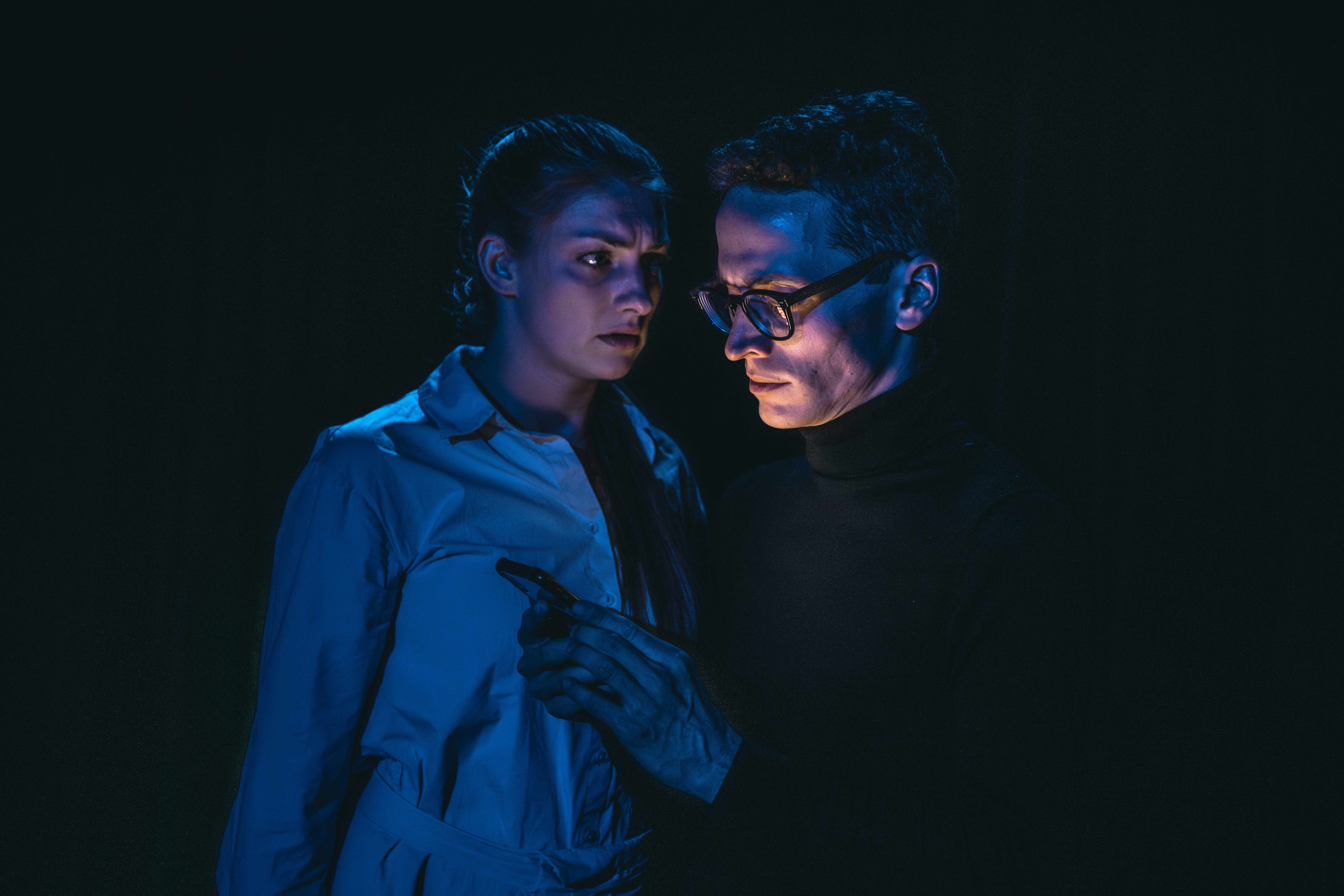
Jan Battěk jako Danny
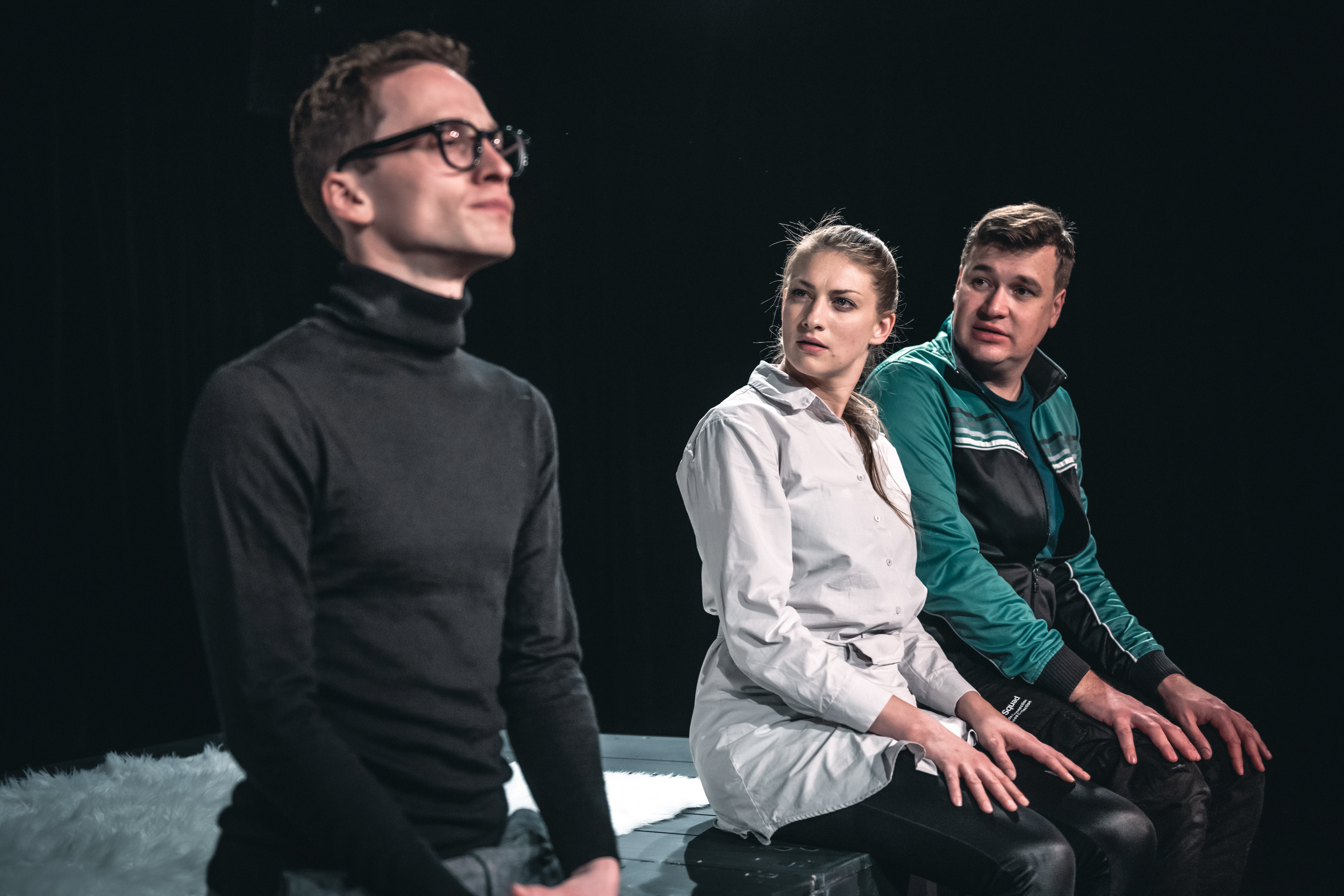
Jana Kotrbatá a Viktor Javořík
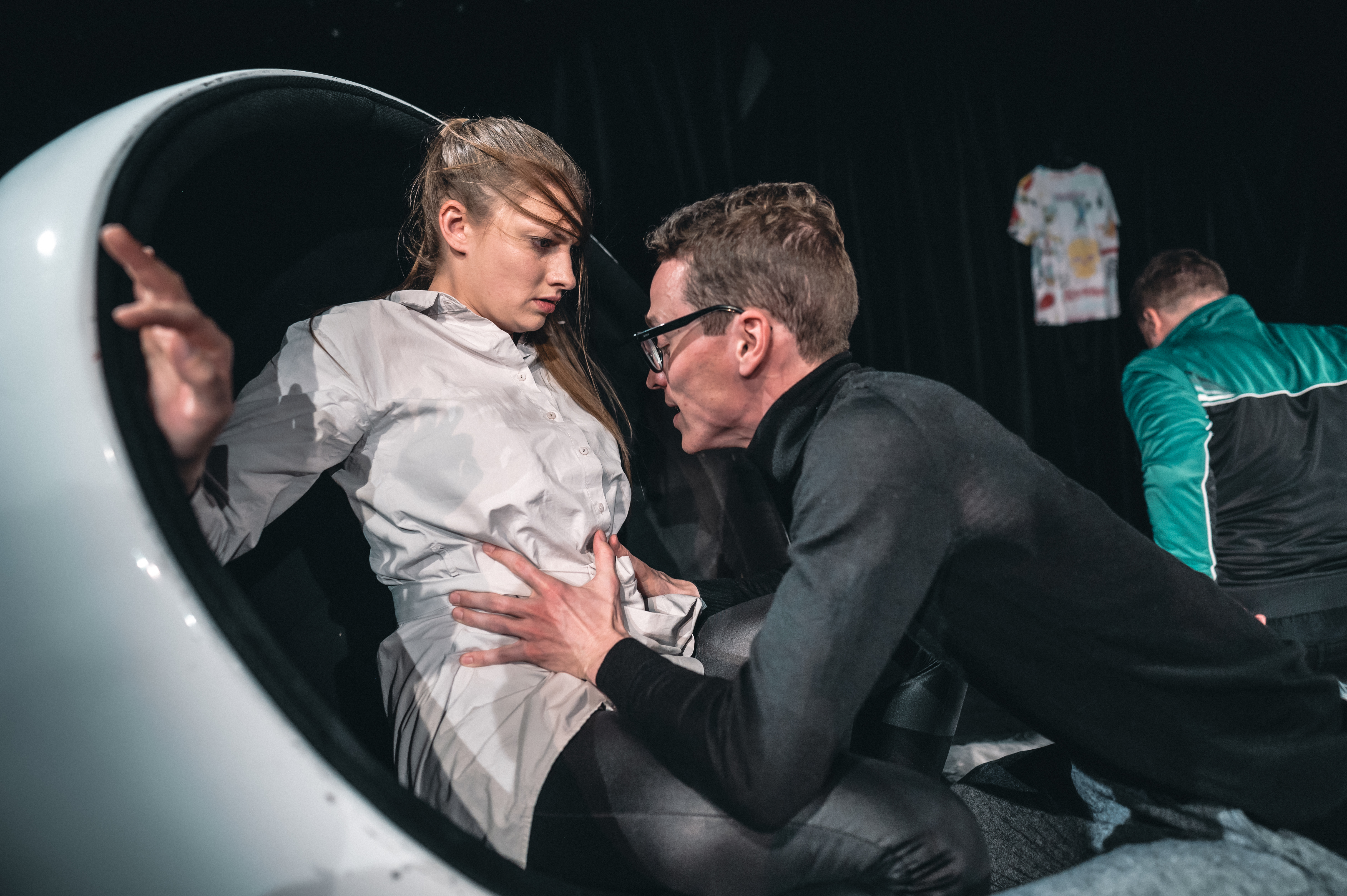
Jana Kotrbatá a Jan Battěk